# Lijst van voetbalinterlands Mozambique - Zimbabwe
Deze lijst van voetbalinterlands is een overzicht van alle officiële voetbalwedstrijden tussen de nationale teams van Mozambique en Zimbabwe. De landen hebben tot op heden 22 keer tegen elkaar gespeeld. De eerste ontmoeting, een vriendschappelijke wedstrijd, vond plaats op 20 april 1980 in Salisbury. Dit was ook eerste interland van Zimbabwe als onafhankelijk land. Het laatste duel, een groepswedstrijd tijdens de COSAFA Cup 2025, werd gespeeld in Bloemfontein (Zuid-Afrika) op 10 juni 2025.

## Wedstrijden
| №  | Plaats         | Datum             | Competitie                   | Wedstrijd             | Uitslag |
| -- | -------------- | ----------------- | ---------------------------- | --------------------- | ------- |
| 1  | Salisbury      | 20 april 1980     | Vriendschappelijk            | Zimbabwe − Mozambique | 6 − 0   |
| 2  | Harare         | 19 april 1981     | Vriendschappelijk            | Zimbabwe − Mozambique | 6 − 1   |
| 3  | ?              | 16 juni 1981      | Vriendschappelijk            | Zimbabwe − Mozambique | 6 − 1   |
| 4  | Lilongwe       | 8 juli 1981       | Vriendschappelijk            | Zimbabwe − Mozambique | 4 − 2   |
| 5  | Maputo         | 27 juni 1982      | Vriendschappelijk            | Mozambique − Zimbabwe | 1 − 1   |
| 6  | Luanda         | 13 november 1985  | Vriendschappelijk            | Zimbabwe − Mozambique | 2 − 1   |
| 7  | Maputo         | 29 maart 1987     | Afrika Cup 1988 kwalificatie | Mozambique − Zimbabwe | 1 − 1   |
| 8  | Harare         | 12 april 1987     | Afrika Cup 1988 kwalificatie | Zimbabwe − Mozambique | 3 − 2   |
| 9  | Maputo         | 10 maart 1990     | Vriendschappelijk            | Mozambique − Zimbabwe | 3 − 1   |
| 10 | Beira          | 25 juni 1995      | Vriendschappelijk            | Mozambique − Zimbabwe | 3 − 1   |
| 11 | Maputo         | 19 januari 1997   | Vriendschappelijk            | Mozambique − Zimbabwe | 1 − 2   |
| 12 | Maputo         | 25 april 1998     | COSAFA Cup 1998              | Mozambique − Zimbabwe | 0 − 2   |
| 13 | Windhoek       | 16 april 2005     | COSAFA Cup 2005              | Mozambique − Zimbabwe | 0 − 3   |
| 14 | Mutare         | 28 augustus 2005  | Vriendschappelijk            | Zimbabwe − Mozambique | 0 − 0   |
| 15 | Maputo         | 25 september 2005 | Vriendschappelijk            | Mozambique − Zimbabwe | 3 − 2   |
| 16 | Maputo         | 29 april 2007     | COSAFA Cup 2007              | Mozambique − Zimbabwe | 0 − 0   |
| 17 | Beira          | 20 augustus 2007  | Vriendschappelijk            | Mozambique − Zimbabwe | 0 - 0   |
| 18 | Maputo         | 10 juni 2012      | WK 2014 kwalificatie         | Mozambique − Zimbabwe | 0 − 0   |
| 19 | Harare         | 8 september 2013  | WK 2014 kwalificatie         | Zimbabwe − Mozambique | 1 − 1   |
| 20 | Saulspoort     | 26 juni 2017      | COSAFA Cup 2017              | Mozambique − Zimbabwe | 0 − 4   |
| 21 | Port Elizabeth | 7 juli 2021       | COSAFA Cup 2021              | Mozambique − Zimbabwe | 0 − 0   |
| 22 | Bloemfontein   | 10 juni 2025      | COSAFA Cup 2025              | Mozambique − Zimbabwe | 1 − 3   |

## Samenvatting
| Competitie              | Totaal gespeeld | Winst Mozambique | Gelijk | Winst Zimbabwe | Doelsaldo Mozambique – Zimbabwe |
| ----------------------- | --------------- | ---------------- | ------ | -------------- | ------------------------------- |
| WK-kwalificatie         | 2               | 0                | 2      | 0              | 1 − 1                           |
| Afrika Cup-kwalificatie | 2               | 0                | 1      | 1              | 3 − 4                           |
| COSAFA Cup              | 6               | 0                | 2      | 4              | 1 − 12                          |
| Vriendschappelijk       | 12              | 3                | 3      | 6              | 16 − 31                         |
| Totaal                  | 22              | 3                | 8      | 11             | 21 − 48                         |

FMF · 
A-internationals · 
Mozambikaans vrouwenelftal
1970 – 1979 · 
1980 – 1989 · 
1990 – 1999 · 
2000 – 2009 · 
2010 – 2019 ·
2020 − 2029
Afrika Cup 1986 · 
Afrika Cup 1996 · 
Afrika Cup 1998 · 
Afrika Cup 2010
Algerije ·
Angola ·
Benin ·
Botswana ·
Burkina Faso ·
Centraal-Afrikaanse Republiek ·
Comoren ·
Congo-Brazzaville ·
Congo-Kinshasa ·
Egypte ·
Eritrea ·
Ethiopië ·
Gabon ·
Ghana ·
Guinee ·
Guinee-Bissau ·
Ivoorkust ·
Kaapverdië ·
Kameroen ·
Kenia ·
Lesotho ·
Libië ·
Madagaskar ·
Malawi ·
Mali ·
Marokko ·
Mauritanië ·
Mauritius ·
Namibië ·
Niger ·
Nigeria ·
Oeganda ·
Oman ·
Portugal ·
Rwanda ·
Senegal ·
Seychellen ·
Soedan ·
Somalië ·
Swaziland ·
Tanzania ·
Togo ·
Tunesië ·
Vietnam ·
Zambia ·
Zimbabwe ·
Zuid-Afrika ·
Zuid-Soedan
ZFA ·
Bondscoaches ·
Selecties · 
Topscorers · 
Zimbabwaans vrouwenelftal
1980 – 1989 · 
1990 – 1999 · 
2000 – 2009 · 
2010 – 2019 ·
2020 − 2029
1980 · 
1981 · 
1982 · 
1983 · 
1984 · 
1985 · 
1986 · 
1987 · 
1988 · 
1989 · 
1990 · 
1991 · 
1992 · 
1993 · 
1994 · 
1995 · 
1996 · 
1997 · 
1998 · 
1999 · 
2000 · 
2001 · 
2002 · 
2003 · 
2004 · 
2005 · 
2006 · 
2007 · 
2008 · 
2009 · 
2010 · 
2011 · 
2012 · 
2013 · 
2014 ·
2015 ·
2016 ·
2017 ·
2018 · 
2019 ·
2020 ·
2021 ·
2022 ·
2023
Algerije ·
Angola ·
Australië ·
Bahrein ·
Benin ·
Bosnië en Herzegovina · 
Botswana ·
Brazilië · 
Burkina Faso ·
Burundi ·
Centraal-Afrikaanse Republiek ·
China ·
Comoren ·
Congo-Brazzaville ·
Congo-Kinshasa ·
Djibouti ·
Egypte ·
Eritrea ·
Ethiopië ·
Gabon ·
Ghana ·
Guinee ·
Indonesië ·
Ivoorkust ·
Jordanië ·
Kaapverdië ·
Kameroen ·
Kenia ·
Koeweit ·
Lesotho ·
Liberia ·
Libië ·
Madagaskar ·
Malawi ·
Mali ·
Marokko ·
Mauritanië ·
Mauritius ·
Mozambique ·
Namibië ·
Nigeria ·
Oeganda ·
Oman ·
Rwanda ·
Qatar ·
Saoedi-Arabië ·
Senegal ·
Seychellen ·
Soedan ·
Somalië ·
Swaziland ·
Tanzania ·
Togo ·
Tunesië ·
Vietnam ·
Zaïre ·
Zambia ·
Zuid-Afrika · 
Zwitserland